# حزب اتحاد سوسیالیستی آلمان

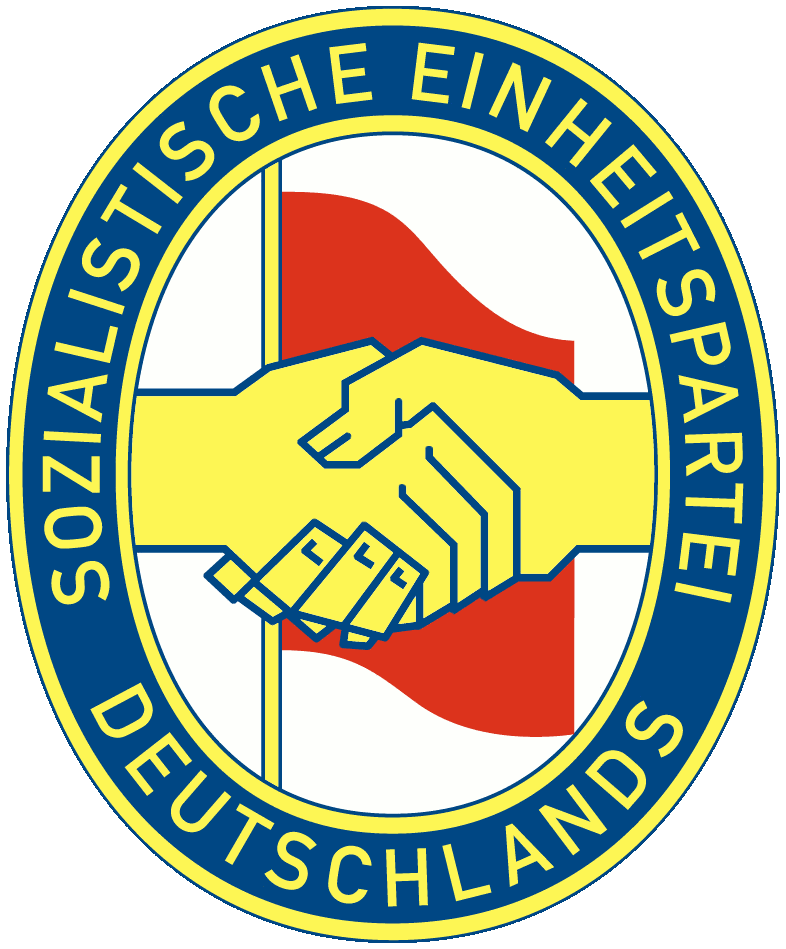
نشان حزب اتحاد سوسیالیستی آلمان

حزب اتحاد سوسیالیستی آلمان (آلمانی: Sozialistische Einheitspartei Deutschlands) از تأسیس جمهوری دموکراتیک آلمان در ۱۹۴۹ تا انتخابات سال ۱۹۹۰ حزب مارکسیست-لنینیست حاکم در این کشور بود. این حزب در سال ۱۹۴۶ و تحت نفوذ اتحاد جماهیر شوروی تشکیل شد. در واقع اعضای حزب سوسیال دموکرات آلمان و حزب کمونیست آلمان که در منطقهٔ تحت اشغال شوروی در آلمان و بخش تحت اشغال شوروی در شهر برلین زندگی می‌کردند در هم ادغام شدند و این حزب را بنیان گذاشتند.
در سال ۱۹۹۰ این حزب نام خود را به «حزب سوسیالیسم دموکراتیک» تغییر داد و بعدها در سال ۲۰۰۵ نام «حزب چپ» را برگزید و امروز حزب چپ نیروی قابل توجهی در آلمان، به‌ویژه در منطقهٔ آلمان شرقی پیشین، بشمار می‌آید.